# 王景仁
王 景仁（おう けいじん、? - 914年？）は、五代後梁の将軍。廬州合肥の人。元の名は茂章。

## 生涯
初め、楊行密の麾下となり、先陣を争い、その武名を轟かせた。そして、そうした功績から淮南の将になる。
天復三年(903)、朱友寧が青州を攻めた際には青州の王師範の救援要請を受け、援軍として出撃し密州刺史劉康乂と友寧を討ち取る。
朱全忠の報復戦では砦からの迎撃を繰り返し、朱全忠が幕下に加えたいと願うほどであった。
その後、潤州を攻撃する。その功によって潤州団練使・宣州観察使を歴任する。
天祐二年(905)、楊行密の死により後を継いだ楊渥と対立し、その翌年に馬歩都指揮使李簡らに攻撃されたため、宣州を守ることができず、呉越の銭鏐を頼り亡命する。そして鎮東節度副使となり、この時、名を景仁と改めた。寧国節度使に任ぜられた。
後梁の開平二年(908)、後梁へ使いとして行き、淮南を取る策を述べた。後梁で北面行営都指揮招討使に任命され、魏州に駐屯した。王鎔を攻めるも、李存勗の介入により柏郷で敗北する。
末帝の代では、淮南西北行営招討応接使に拝され、廬州・寿州を攻めた。その途上で独山を通った際には、旧主である楊行密の祠を拝し、号泣したという。霍山では、梁軍は敗戦するものの殿として奮戦した。そして、開封に帰ったのちに病没した。 